# Chrysolina fastuosa
Chrysolina fastuosa é uma espécie de inseto pertencente à família Chrysomelidae.